# Oekraïne op de Olympische Zomerspelen 2020
Oekraïne nam deel aan de Olympische Zomerspelen 2020 in Tokio, Japan.

## Medailleoverzicht
| Medaille | Naam | Sport            | Onderdeel                 | Datum      |
| -------- | --- | ---------------- | ------------------------- | ---------- |
| Goud     | Zjan Belenjoek | Worstelen        | -87 kg Grieks-Romeins (m) | 4 augustus |
|          | |                  |                           |            |
| Zilver   | Mychajlo Romantsjoek | Zwemmen          | 1500m vrije stijl (m)     | 1 augustus |
| Zilver   | Parviz Nasibov | Worstelen        | -67 kg Grieks-Romeins (m) | 4 augustus |
| Zilver   | Anzjelika Terljoeha | Karate           | -55kg (v)                 | 5 augustus |
| Zilver   | Ljoedmyla Loezan Anastasiia Chetverikova | Kanovaren        | C-2 500m (v)              | 7 augustus |
| Zilver   | Oleksandr Chyzjnjak | Boksen           | middelgewicht             | 7 augustus |
| Zilver   | Olena Starikova | Baanwielrennen   | sprint (v)                | 8 augustus |
|          | |                  |                           |            |
| Brons    | Darija Bilodid | Judo             | -48 kg (v)                | 24 juli    |
| Brons    | Ihor Rejzlin | Schermen         | degen (m)                 | 25 juli    |
| Brons    | Olena Kostevytsj Oleh Omelchuk | Schietsport      | 10m luchtpistool (x)      | 27 juli    |
| Brons    | Mychajlo Romantsjoek | Zwemmen          | 800 m vrije slag (m)      | 29 juli    |
| Brons    | Elina Svitolina | Tennis           | enkelspel (v)             | 31 juli    |
| Brons    | Alla Tsjerkasova | Worstelen        | -68 kg vrije stijl (v)    | 3 augustus |
| Brons    | Marta Fedina Anastasiya Savchuk | Synchroonzwemmen | duet (v)                  | 4 augustus |
| Brons    | Iryna Koljadenko | Worstelen        | -62 kg vrije stijl (v)    | 4 augustus |
| Brons    | Ljoedmyla Loezan | Kanovaren        | C-1 200m (v)              | 5 augustus |
| Brons    | Stanislav Horoena | Karate           | -75kg (m)                 | 6 augustus |
| Brons    | Maryna Aleksiiva Vladyslava Aleksiiva Marta Fiedina Kateryna Reznik Anastasiya Savchuk Alina Shynkarenko Kseniya Sydorenko Yelyzaveta Yakhno | Synchroonzwemmen | team (v)                  | 7 augustus |
| Brons    | Jaroslava Mahoetsjich | Atletiek         | hoogspringen (v)          | 7 augustus |

## Atleten
| sport            | mannen | vrouwen | totaal |
| ---------------- | ------ | ------- | ------ |
| Atletiek         | 19     | 25      | 44     |
| Badminton        | 1      | 3       | 4      |
| Boksen           | 5      | 1       | 6      |
| Boogschieten     | 1      | 1       | 2      |
| Gewichtheffen    | 0      | 2       | 2      |
| Gymnastiek       | 6      | 8       | 14     |
| Judo             | 4      | 3       | 7      |
| Kanovaren        | 2      | 9       | 11     |
| Karate           | 1      | 2       | 3      |
| Moderne vijfkamp | 1      | 1       | 2      |
| Paardensport     | 1      | 1       | 2      |
| Roeien           | 2      | 0       | 2      |
| Schermen         | 4      | 2       | 6      |
| Schietsport      | 2      | 3       | 6      |
| Schoonspringen   | 3      | 4       | 7      |
| Synchroonzwemmen | 0      | 8       | 8      |
| Tafeltennis      | 1      | 2       | 3      |
| Tennis           | 0      | 5       | 5      |
| Triatlon         | 0      | 1       | 1      |
| Wielersport      | 1      | 4       | 5      |
| Worstelen        | 5      | 5       | 10     |
| Zwemmen          | 7      | 2       | 9      |
| totaal           | 66     | 89      | 155    |

## Sporten

### Atletiek
Mannen
Loopnummers
| atleet                 | onderdeel         | series | series | kwartfinale | kwartfinale | halve finale   | halve finale   | finale         | finale         |
| atleet                 | onderdeel         | tijd   | rang   | tijd        | rang        | tijd           | rang           | tijd           | rang           |
| ---------------------- | ----------------- | ------ | ------ | ----------- | ----------- | -------------- | -------------- | -------------- | -------------- |
| Serhiy Smelyk          | 200 m             | 20,53  | 4      | n.v.t.      | n.v.t.      | niet geplaatst | niet geplaatst | niet geplaatst | niet geplaatst |
| Ivan Losev             | 20km snelwandelen | n.v.t. | n.v.t. | n.v.t.      | n.v.t.      | n.v.t.         | n.v.t.         | 1:33.26        | 49             |
| Eduard Zabuzhenko      | 20km snelwandelen | n.v.t. | n.v.t. | n.v.t.      | n.v.t.      | n.v.t.         | n.v.t.         | 1:39.38        | 52             |
| Ivan Banzeruk          | 50km snelwandelen | n.v.t. | n.v.t. | n.v.t.      | n.v.t.      | n.v.t.         | n.v.t.         | DNF            | DNF            |
| Valeriy Litanyuk       | 50km snelwandelen | n.v.t. | n.v.t. | n.v.t.      | n.v.t.      | n.v.t.         | n.v.t.         | 4:14.05        | 39             |
| Marjan Zakalnytskyj    | 50km snelwandelen | n.v.t. | n.v.t. | n.v.t.      | n.v.t.      | n.v.t.         | n.v.t.         | 4:02.53        | 25             |
| Bohdan-Ivan Horodyskyy | marathon          | n.v.t. | n.v.t. | n.v.t.      | n.v.t.      | n.v.t.         | n.v.t.         | DNF            | DNF            |
| Mykola Nyzhnyk         | marathon          | n.v.t. | n.v.t. | n.v.t.      | n.v.t.      | n.v.t.         | n.v.t.         | DNF            | DNF            |
| Oleksandr Sitkovskyy   | marathon          | n.v.t. | n.v.t. | n.v.t.      | n.v.t.      | n.v.t.         | n.v.t.         | DNF            | DNF            |

Technische nummers
| atleet            | onderdeel      | kwalificaties | kwalificaties | finale         | finale         |
| atleet            | onderdeel      | afstand       | rang          | afstand        | rang           |
| ----------------- | -------------- | ------------- | ------------- | -------------- | -------------- |
| Mykyta Nesterenko | discuswerpen   | 60,95         | 20            | niet geplaatst | niet geplaatst |
| Andriy Protsenko  | hoogspringen   | 2,25          | 14            | niet geplaatst | niet geplaatst |
| Mychajlo Kochan   | kogelslingeren | 78,36         | 5 Q           | 80,39          | 4              |
| Hlib Piskunov     | kogelslingeren | 73,84         | 20            | niet geplaatst | niet geplaatst |
| Ihor Musiyenko    | kogelstoten    | 19,56         | 30            | niet geplaatst | niet geplaatst |
| Vladyslav Mazur   | verspringen    | 7,60          | 27            | niet geplaatst | niet geplaatst |

Vrouwen
Loopnummers
| atlete | onderdeel           | series  | series | kwartfinale | kwartfinale | halve finale   | halve finale   | finale         | finale         |
| atlete | onderdeel           | tijd    | rang   | tijd        | rang        | tijd           | rang           | tijd           | rang           |
| --- | ------------------- | ------- | ------ | ----------- | ----------- | -------------- | -------------- | -------------- | -------------- |
| Tetyana Melnyk | 400 m               | 54,99   | 8      | n.v.t.      | n.v.t.      | niet geplaatst | niet geplaatst | niet geplaatst | niet geplaatst |
| Mariya Mykolenko | 400 m horden        | 57,86   | 6      | n.v.t.      | n.v.t.      | niet geplaatst | niet geplaatst | niet geplaatst | niet geplaatst |
| Anna Ryzhykova | 400 m horden        | 54,56   | 1 Q    | n.v.t.      | n.v.t.      | 54,23          | 3 q            | 53,48          | 5              |
| Viktoriya Tkachuk | 400 m horden        | 54,80   | 1 Q    | n.v.t.      | n.v.t.      | 54,25          | 3 q            | 53,79          | 6              |
| Nataliya Strebkova | 3000 m steeplechase | 9.49,15 | 11     | n.v.t.      | n.v.t.      | n.v.t.         | n.v.t.         | niet geplaatst | niet geplaatst |
| Lyudmyla Olyanovska | 20km snelwandelen   | n.v.t.  | n.v.t. | n.v.t.      | n.v.t.      | n.v.t.         | n.v.t.         | 1:40.20        | 43             |
| Mariia Sakharuk | 20km snelwandelen   | n.v.t.  | n.v.t. | n.v.t.      | n.v.t.      | n.v.t.         | n.v.t.         | 1:34.04        | 19             |
| Hanna Shevchuk | 20km snelwandelen   | n.v.t.  | n.v.t. | n.v.t.      | n.v.t.      | n.v.t.         | n.v.t.         | 1:36.27        | 27             |
| Viktoriia Kaliuzhna | marathon            | n.v.t.  | n.v.t. | n.v.t.      | n.v.t.      | n.v.t.         | n.v.t.         | DNF            | DNF            |
| Darya Mykhaylova | marathon            | n.v.t.  | n.v.t. | n.v.t.      | n.v.t.      | n.v.t.         | n.v.t.         | DNF            | DNF            |
| Yevheniya Prokofyeva | marathon            | n.v.t.  | n.v.t. | n.v.t.      | n.v.t.      | n.v.t.         | n.v.t.         | 2:36.47        | 42             |
| Anastasiya Bryzhina Yana Kachur Kateryna Klymyuk(S) Alina Lohvynenko(S) Tetiana Melnyk Nataliya Pyrozhenko-Chornomaz Anna Ryzhykova(S) Viktoriya Tkachuk(S) | 4x400 m             | 3.24,50 | 6      | n.v.t.      | n.v.t.      | n.v.t.         | n.v.t.         | niet geplaatst | niet geplaatst |

Technische nummers
| atlete                | onderdeel            | kwalificaties | kwalificaties | finale         | finale         |
| atlete                | onderdeel            | afstand       | rang          | afstand        | rang           |
| --------------------- | -------------------- | ------------- | ------------- | -------------- | -------------- |
| Natalia Semenova      | discuswerpen         | 54,28         | 31            | niet geplaatst | niet geplaatst |
| Olha Saladukha        | hink-stap-springen   | 13,91         | 20            | niet geplaatst | niet geplaatst |
| Iryna Herasjtsjenko   | hoogspringen         | 1,95          | 11 Q          | 1,98           | 4              |
| Yuliya Levchenko      | hoogspringen         | 1,95          | 11 Q          | 1,96           | 8              |
| Yaroslava Mahuchikh   | hoogspringen         | 1,95          | 3 Q           | 2,00           | Brons          |
| Iryna Klymets         | kogelslingeren       | 68,29         | 21            | niet geplaatst | niet geplaatst |
| Iryna Novozhylova     | kogelslingeren       | 59,85         | 30            | niet geplaatst | niet geplaatst |
| Ol'ha Holodna         | kogelstoten          | 17,15         | 26            | niet geplaatst | niet geplaatst |
| Yana Hladiychuk       | polsstokhoogspringen | 4,40          | 21            | niet geplaatst | niet geplaatst |
| Maryna Kylypko        | polsstokhoogspringen | 4,55          | 15 q          | 4,50           | 5              |
| Maryna Bekh-Romanchuk | verspringen          | 6,71          | 10 q          | 6,88           | 5              |

Gemengd
| atleet                                                                             | onderdeel | series  | series | kwartfinale | kwartfinale | halve finale | halve finale | finale         | finale         |
| atleet                                                                             | onderdeel | tijd    | rang   | tijd        | rang        | tijd         | rang         | tijd           | rang           |
| ---------------------------------------------------------------------------------- | --------- | ------- | ------ | ----------- | ----------- | ------------ | ------------ | -------------- | -------------- |
| Mykyta Barabanov(S) Kateryna Klymyuk(S) Alina Lohvynenko(S) Oleksandr Pohorilko(S) | 4×400 m   | 3.14,21 | 6      | n.v.t.      | n.v.t.      | n.v.t.       | n.v.t.       | niet geplaatst | niet geplaatst |

### Badminton
Mannen
| atleet          | onderdeel | groepsfase              | groepsfase                 | groepsfase           | groepsfase | eliminatie           | kwartfinale          | halve finale         | finale / BM          | finale / BM |
| atleet          | onderdeel | tegenstander uitslag    | tegenstander uitslag       | tegenstander uitslag | rang       | tegenstander uitslag | tegenstander uitslag | tegenstander uitslag | tegenstander uitslag | rang        |
| --------------- | --------- | ----------------------- | -------------------------- | -------------------- | ---------- | -------------------- | -------------------- | -------------------- | -------------------- | ----------- |
| Artem Pochtarov | enkelspel | Lee Z J V (5-21, 11-21) | B Leverdez V (10-21, 8-21) | n.v.t.               | 3          | niet geplaatst       | niet geplaatst       | niet geplaatst       | niet geplaatst       | 15          |

Vrouwen
| atlete         | onderdeel | groepsfase              | groepsfase                  | groepsfase           | groepsfase | eliminatie           | kwartfinale          | halve finale         | finale / BM          | finale / BM |
| atlete         | onderdeel | tegenstander uitslag    | tegenstander uitslag        | tegenstander uitslag | rang       | tegenstander uitslag | tegenstander uitslag | tegenstander uitslag | tegenstander uitslag | rang        |
| -------------- | --------- | ----------------------- | --------------------------- | -------------------- | ---------- | -------------------- | -------------------- | -------------------- | -------------------- | ----------- |
| Marija Ulitina | enkelspel | B Zhang V (12-21, 7-21) | F da Silva W (21-14, 22-20) | n.v.t.               | 2          | niet geplaatst       | niet geplaatst       | niet geplaatst       | niet geplaatst       | 15          |

### Boksen
Mannen
| atleet              | onderdeel         | eerste ronde         | tweede ronde         | kwartfinale          | halve finale         | finale               | rang           |
| atleet              | onderdeel         | tegenstander uitslag | tegenstander uitslag | tegenstander uitslag | tegenstander uitslag | tegenstander uitslag | rang           |
| ------------------- | ----------------- | -------------------- | -------------------- | -------------------- | -------------------- | -------------------- | -------------- |
| Mykola Butsenko     | pluimgewicht      | Caicedo V 2 - 3      | niet geplaatst       | niet geplaatst       | niet geplaatst       | niet geplaatst       | niet geplaatst |
| Yaroslav Khartsyz   | lichtgewicht      | Chalabiyev V 0 - 5   | niet geplaatst       | niet geplaatst       | niet geplaatst       | niet geplaatst       | niet geplaatst |
| Oleksandr Chyzjnjak | middelgewicht     | bye                  | Moriwaki W 5 - 0     | Cedeño W 4 - 1       | Marchal W 3 - 2      | Conceição V KO       | Zilver         |
| Tsotne Rogava       | superzwaargewicht | bye                  | Clarke V 1 - 4       | niet geplaatst       | niet geplaatst       | niet geplaatst       | niet geplaatst |

Vrouwen
| atlete       | onderdeel     | eerste ronde         | tweede ronde         | kwartfinale          | halve finale         | finale               | rang           |
| atlete       | onderdeel     | tegenstander uitslag | tegenstander uitslag | tegenstander uitslag | tegenstander uitslag | tegenstander uitslag | rang           |
| ------------ | ------------- | -------------------- | -------------------- | -------------------- | -------------------- | -------------------- | -------------- |
| Anna Lysenko | weltergewicht | bye                  | Bel Ahbib W 5 - 0    | Sürmeneli V 0 - 5    | niet geplaatst       | niet geplaatst       | niet geplaatst |

### Boogschieten
Mannen
| atleet         | onderdeel   | plaatsingsronde | plaatsingsronde | eerste ronde         | tweede ronde         | derde ronde          | kwartfinale          | halve finale         | finale / BM          | finale / BM |
| atleet         | onderdeel   | score           | rang            | tegenstander uitslag | tegenstander uitslag | tegenstander uitslag | tegenstander uitslag | tegenstander uitslag | tegenstander uitslag | rang        |
| -------------- | ----------- | --------------- | --------------- | -------------------- | -------------------- | -------------------- | -------------------- | -------------------- | -------------------- | ----------- |
| Oleksii Hunbin | individueel | 656             | 28              | T Rai V 4 – 6        | niet geplaatst       | niet geplaatst       | niet geplaatst       | niet geplaatst       | niet geplaatst       | 33          |

Vrouwen
| atleet                                                   | onderdeel   | plaatsingsronde | plaatsingsronde | eerste ronde               | tweede ronde         | derde ronde          | kwartfinale          | halve finale         | finale / BM          | finale / BM |
| atleet                                                   | onderdeel   | score           | rang            | tegenstander uitslag       | tegenstander uitslag | tegenstander uitslag | tegenstander uitslag | tegenstander uitslag | tegenstander uitslag | rang        |
| -------------------------------------------------------- | ----------- | --------------- | --------------- | -------------------------- | -------------------- | -------------------- | -------------------- | -------------------- | -------------------- | ----------- |
| Veronika Marchenko                                       | individueel | 635             | 35              | Lei C-y W 6 – 4            | Kang C-y V 1 – 7     | niet geplaatst       | niet geplaatst       | niet geplaatst       | niet geplaatst       | 17          |
| Anastasiia Pavlova                                       | individueel | 631             | 41              | J Mucino-Fernandez V 4 – 6 | niet geplaatst       | niet geplaatst       | niet geplaatst       | niet geplaatst       | niet geplaatst       | 33          |
| Lidiia Sichenikova                                       | individueel | 623             | 54              | M Kroppen V 0 – 6          | niet geplaatst       | niet geplaatst       | niet geplaatst       | niet geplaatst       | niet geplaatst       | 33          |
| Veronika Marchenko Anastasiia Pavlova Lidiia Sichenikova | team        | 1889            | 11              | Russische ploeg V 2 – 6    | n.v.t.               | n.v.t.               | niet geplaatst       | niet geplaatst       | niet geplaatst       | 9           |

Gemengd
| atlete                            | onderdeel | plaatsingsronde | plaatsingsronde | eerste ronde         | kwartfinale          | halve finale         | finale / BM          | finale / BM    |
| atlete                            | onderdeel | score           | rang            | tegenstander uitslag | tegenstander uitslag | tegenstander uitslag | tegenstander uitslag | rang           |
| --------------------------------- | --------- | --------------- | --------------- | -------------------- | -------------------- | -------------------- | -------------------- | -------------- |
| Oleksii Hunbin Veronika Marchenko | team      | 1291            | 18              | niet geplaatst       | niet geplaatst       | niet geplaatst       | niet geplaatst       | niet geplaatst |

### Gewichtheffen
Vrouwen
| atlete         | onderdeel | trekken | trekken | stoten | stoten | totaal | rang |
| atlete         | onderdeel | score   | rang    | score  | rang   | totaal | rang |
| -------------- | --------- | ------- | ------- | ------ | ------ | ------ | ---- |
| Kamila Konotop | -55 kg    | 94      | 4       | 112    | 7      | 206    | 5    |
| Iryna Dekha    | -76 kg    | 113     | 2       | 131    | DNF    | DNF    | DNF  |

### Gymnastiek

#### Turnen
Mannen
| atleet          | onderdeel | kwalificatie | kwalificatie | kwalificatie | kwalificatie | kwalificatie | kwalificatie | kwalificatie | kwalificatie | finale  | finale  | finale  | finale  | finale  | finale  | finale  | finale  |
| atleet          | onderdeel | toestel      | toestel      | toestel      | toestel      | toestel      | toestel      | totaal       | positie      | toestel | toestel | toestel | toestel | toestel | toestel | totaal  | positie |
| atleet          | onderdeel | vloer        | voltige      | ringen       | sprong       | brug         | rekstok      | totaal       | positie      | vloer   | voltige | ringen  | sprong  | brug    | rekstok | totaal  | positie |
| --------------- | --------- | ------------ | ------------ | ------------ | ------------ | ------------ | ------------ | ------------ | ------------ | ------- | ------- | ------- | ------- | ------- | ------- | ------- | ------- |
| Illja Kovtoen   | team      | 12,866       | 13,666       | 12,833       | 13,816       | 14,700       | 13,700       | 81,581       | 34 Q         | 13,800  | 14,200  | -       | -       | 13,233  | 14,433  | n.v.t.  | n.v.t.  |
| Petro Pakhnyuk  | team      | 13,566       | 12,866       | 13,466       | 14,100       | 15,333 Q     | 13,400       | 82,731       | 24 Q         | 13,466  | 12,266  | 12,533  | 13,233  | 15,200  | 13,466  | n.v.t.  | n.v.t.  |
| Ihor Radivilov  | team      | -            | -            | 14,466       | 14,074       | -            | -            | n.v.t.       | n.v.t.       | -       | -       | 14,633  | 14,600  | -       | -       | n.v.t.  | n.v.t.  |
| Yevhen Yudenkov | team      | 13,900       | 12,966       | 13,266       | 13,500       | 14,266       | 12,533       | 80,431       | 43           | 13,966  | 13,533  | 13,700  | 13,666  | 13,800  | 12,666  | n.v.t.  | n.v.t.  |
| Totaal          | team      | 40,332       | 39,498       | 41,198       | 42,532       | 44,299       | 39,633       | 247,492      | 8 Q          | 41,232  | 39,999  | 40,866  | 41,499  | 42,233  | 40,565  | 246,394 | 7       |

| atleet         | onderdeel | kwalificatie | kwalificatie | kwalificatie | kwalificatie | kwalificatie | kwalificatie | kwalificatie | kwalificatie | finale  | finale  | finale  | finale  | finale  | finale  | finale | finale  |
| atleet         | onderdeel | toestel      | toestel      | toestel      | toestel      | toestel      | toestel      | totaal       | positie      | toestel | toestel | toestel | toestel | toestel | toestel | totaal | positie |
| atleet         | onderdeel | vloer        | voltige      | ringen       | sprong       | brug         | rekstok      | totaal       | positie      | vloer   | voltige | ringen  | sprong  | brug    | rekstok | totaal | positie |
| -------------- | --------- | ------------ | ------------ | ------------ | ------------ | ------------ | ------------ | ------------ | ------------ | ------- | ------- | ------- | ------- | ------- | ------- | ------ | ------- |
| Illja Kovtoen  | meerkamp  | 12,866       | 13,666       | 12,833       | 13,816       | 14,700       | 13,700       | 81,581       | 34 Q         | 14,133  | 14,266  | 13,133  | 13,833  | 14,666  | 13,766  | 83,797 | 11      |
| Petro Pakhnyuk | meerkamp  | 13,566       | 12,866       | 13,466       | 14,100       | 15,333       | 13,400       | 82,731       | 24 Q         | 13,900  | 13,633  | 13,200  | 14,233  | 13,266  | 13,033  | 81,265 | 19      |
| Petro Pakhnyuk | rekstok   | n.v.t.       | n.v.t.       | n.v.t.       | n.v.t.       | 14,533       | n.v.t.       | n.v.t.       | 8 Q          | n.v.t.  | n.v.t.  | n.v.t.  | n.v.t.  | 14,900  | n.v.t.  | n.v.t. | 7       |

Vrouwen
| atlete         | onderdeel | kwalificatie | kwalificatie | kwalificatie | kwalificatie | kwalificatie | kwalificatie | finale         | finale         | finale         | finale         | finale         | finale         |
| atlete         | onderdeel | toestel      | toestel      | toestel      | toestel      | totaal       | positie      | toestel        | toestel        | toestel        | toestel        | totaal         | positie        |
| atlete         | onderdeel | sprong       | brug         | balk         | vloer        | totaal       | positie      | sprong         | brug           | balk           | vloer          | totaal         | positie        |
| -------------- | --------- | ------------ | ------------ | ------------ | ------------ | ------------ | ------------ | -------------- | -------------- | -------------- | -------------- | -------------- | -------------- |
| Diana Varinska | meerkamp  | 12,633       | 11,633       | 12,566       | 12,733       | 49,565       | 62           | niet geplaatst | niet geplaatst | niet geplaatst | niet geplaatst | niet geplaatst | niet geplaatst |

#### Ritmisch
| atlete                | onderdeel   | kwalificatie | kwalificatie | kwalificatie | kwalificatie | kwalificatie | kwalificatie | finale | finale | finale  | finale | finale | finale |
| atlete                | onderdeel   | hoepel       | bal          | knotsen      | lint         | totaal       | rang         | hoepel | bal    | knotsen | lint   | totaal | rang   |
| --------------------- | ----------- | ------------ | ------------ | ------------ | ------------ | ------------ | ------------ | ------ | ------ | ------- | ------ | ------ | ------ |
| Viktoriia Onopriienko | individueel | 23,800       | 24,300       | 26,100       | 21,250       | 95,450       | 9 Q          | 24,000 | 23,550 | 26,100  | 19,700 | 93,350 | 10     |
| Khrystyna Pohranychna | individueel | 24,600       | 23,800       | 25,700       | 19,000       | 93,100       | 10 Q         | 24,500 | 24,100 | 24,900  | 21,600 | 95,100 | 9      |

| atlete                                                                               | onderdeel | kwalificatie | kwalificatie         | kwalificatie | kwalificatie | finale   | finale               | finale | finale |
| atlete                                                                               | onderdeel | 5 linten     | 3 knotsen, 2 hoepels | totaal       | rang         | 5 linten | 3 knotsen, 2 hoepels | totaal | rang   |
| ------------------------------------------------------------------------------------ | --------- | ------------ | -------------------- | ------------ | ------------ | -------- | -------------------- | ------ | ------ |
| Mariola Bodnarchuk Daryna Duda Yeva Meleshchuk Anastasiya Voznyak Mariia Vysochanska | team      | 41,450       | 41,250               | 82,700       | 6 Q          | 40,350   | 37,250               | 77,600 | 7      |

### Judo
Mannen
| atleet            | onderdeel | eerste ronde         | tweede ronde           | derde ronde           | kwartfinale          | halve finale         | herkansing           | finale / BM          | finale / BM    |
| atleet            | onderdeel | tegenstander uitslag | tegenstander uitslag   | tegenstander uitslag  | tegenstander uitslag | tegenstander uitslag | tegenstander uitslag | tegenstander uitslag | rang           |
| ----------------- | --------- | -------------------- | ---------------------- | --------------------- | -------------------- | -------------------- | -------------------- | -------------------- | -------------- |
| Artem Lesiuk      | −60 kg    | n.v.t.               | Ramos W 10–00          | Lutfillaev W 01-00    | Mkheidze V 00-10     | Tsjakadoea V 00-10   | n.v.t.               | niet geplaatst       | 7              |
| Georgii Zantaraia | −66 kg    | n.v.t.               | Gaitero Martin W 10-00 | Adrian Gomboc V 00-01 | niet geplaatst       | niet geplaatst       | niet geplaatst       | niet geplaatst       | niet geplaatst |
| Quedjau Nhabali   | −90 kg    | bye                  | Florentino W 01-00     | Bobonov V 00-10       | niet geplaatst       | niet geplaatst       | niet geplaatst       | niet geplaatst       | niet geplaatst |
| Yakiv Khammo      | +100 kg   | n.v.t.               | bye                    | Simionescu W 01-00    | Harasawa V 00-10     | bye                  | Oltiboev W 01-00     | Bashaev V 00-10      | 5              |

Vrouwen
| atlete              | onderdeel | eerste ronde         | tweede ronde         | derde ronde          | kwartfinale          | halve finale         | herkansing           | finale / BM          | finale / BM    |
| atlete              | onderdeel | tegenstander uitslag | tegenstander uitslag | tegenstander uitslag | tegenstander uitslag | tegenstander uitslag | tegenstander uitslag | tegenstander uitslag | rang           |
| ------------------- | --------- | -------------------- | -------------------- | -------------------- | -------------------- | -------------------- | -------------------- | -------------------- | -------------- |
| Daria Bilodid       | −48 kg    | n.v.t.               | bye                  | Nikolić W 01-00      | Costa W 10-00        | bye                  | Tonaki V 00-01       | Rishony W 10-00      | Brons          |
| Anastasiya Turchyn  | −78 kg    | n.v.t.               | Chalá W 10-00        | Steenhuis V 00-01    | niet geplaatst       | niet geplaatst       | niet geplaatst       | niet geplaatst       | niet geplaatst |
| Yelyzaveta Kalanina | +78 kg    | n.v.t.               | Asselah W 10-00      | Sayit V 00-10        | niet geplaatst       | niet geplaatst       | niet geplaatst       | niet geplaatst       | niet geplaatst |

### Kanovaren

#### Slalom
Vrouwen
| atlete       | onderdeel  | series | series | series | series | series    | series | halve finale | halve finale | finale | finale |
| atlete       | onderdeel  | run 1  | rang   | run 2  | rang   | beste run | rang   | tijd         | rang         | tijd   | rang   |
| ------------ | ---------- | ------ | ------ | ------ | ------ | --------- | ------ | ------------ | ------------ | ------ | ------ |
| Viktoriia Us | C-1 slalom | 123,97 | 14     | 119,05 | 13     | 119,05    | 15 Q   | 122,12       | 9 Q          | 122,12 | 7      |
| Viktoriia Us | K-1 slalom | 120,09 | 17     | 113,99 | 16     | 113,99    | 17 Q   | 109,53       | 9 Q          | 111,85 | 8      |

#### Sprint
Mannen
| atleet                        | onderdeel  | series   | series | kwartfinale | kwartfinale | halve finale | halve finale | finale   | finale |
| atleet                        | onderdeel  | tijd     | rang   | tijd        | rang        | tijd         | rang         | tijd     | rang   |
| ----------------------------- | ---------- | -------- | ------ | ----------- | ----------- | ------------ | ------------ | -------- | ------ |
| Pavlo Altukhov                | C-1 1000 m | 4.15,508 | 4 KF   | 4.06,018    | 2 HF        | 4.05,857     | 5 FB         | 4.04,098 | 12     |
| Yurii Vandiuk                 | C-1 1000 m | 4.11,346 | 4 KF   | 4.08,719    | 2 HF        | 4.20,098     | 8 FB         | 4.10,910 | 16     |
| Pavlo Altukhov Dmytro Ianchuk | C-2 1000 m | 4.06,089 | 6 KF   | 3.49,356    | 2 HF        | 3.28,775     | 6 FB         | 3.33,330 | 13     |

Vrouwen
| atlete                                                                        | onderdeel | series   | series | kwartfinale | kwartfinale | halve finale   | halve finale   | finale         | finale         |
| atlete                                                                        | onderdeel | tijd     | rang   | tijd        | rang        | tijd           | rang           | tijd           | rang           |
| ----------------------------------------------------------------------------- | --------- | -------- | ------ | ----------- | ----------- | -------------- | -------------- | -------------- | -------------- |
| Anastasiia Chetverikova                                                       | C-1 200 m | 47,472   | 4 KF   | 46,509      | 3           | niet geplaatst | niet geplaatst | niet geplaatst | niet geplaatst |
| Liudmyla Luzan                                                                | C-1 200 m | 45,571   | 1 HF   | bye         | bye         | 47,339         | 1 FA           | 47,034         | Brons          |
| Anastasiia Chetverikova Liudmyla Luzan                                        | C-2 500 m | 2.01,156 | 1 HF   | bye         | bye         | 2.02,893       | 1 FA           | 1.57,499       | Zilver         |
| Mariia Kichasova-Skoryk                                                       | K-1 200 m | 44,564   | 4 KF   | 44,247      | 6           | niet geplaatst | niet geplaatst | niet geplaatst | niet geplaatst |
| Yuliia Yuriichuk                                                              | K-1 200 m | 43,760   | 5 KF   | 43,871      | 5           | niet geplaatst | niet geplaatst | niet geplaatst | niet geplaatst |
| Yuliia Yuriichuk                                                              | K-1 500 m | 1.57,532 | 5 KF   | 1.58,657    | 3 HF        | 2.03,303       | 8              | niet geplaatst | niet geplaatst |
| Mariya Povkh                                                                  | K-1 500 m | 1.50,489 | 4 KF   | 1.50,769    | 2 HF        | 1.53,659       | 4 FB           | 1.56,429       | 15             |
| Liudmyla Kuklinovska Anastasiia Todorova                                      | K-2 500 m | 1.50,733 | 4 KF   | 1.53,184    | 6           | niet geplaatst | niet geplaatst | niet geplaatst | niet geplaatst |
| Mariia Kichasova-Skoryk Liudmyla Kuklinovska Mariya Povkh Anastasiia Todorova | K-4 500 m | 1.39,224 | 6 KF   | 1.36,948    | 3 HF        | 1.38,489       | 5 FB           | 1.39,276       | 10             |

### Karate

#### Kumite
Mannen
| Atleet           | Onderdeel | Groupsfase             | Groupsfase             | Groupsfase             | Groupsfase             | Groupsfase | Halve Finale           | Finale                 | Finale |
| Atleet           | Onderdeel | Tegenstander Resultaat | Tegenstander Resultaat | Tegenstander Resultaat | Tegenstander Resultaat | Rang       | Tegenstander Resultaat | Tegenstander Resultaat | Rang   |
| ---------------- | --------- | ---------------------- | ---------------------- | ---------------------- | ---------------------- | ---------- | ---------------------- | ---------------------- | ------ |
| Stanislav Horuna | −75 kg    | Nichimura W 2 - 1      | Scott W 2 - 1          | Hárspataki G 0 - 0     | Abdelaziz V 1 - 4      | 2 Q        | Busà V 0 - 3           | niet geplaatst         | Brons  |

Vrouwen
| Atleet             | Onderdeel | Groupsfase             | Groupsfase             | Groupsfase             | Groupsfase             | Groupsfase | Halve Finale           | Finale                 | Finale         |
| Atleet             | Onderdeel | Tegenstander Resultaat | Tegenstander Resultaat | Tegenstander Resultaat | Tegenstander Resultaat | Rang       | Tegenstander Resultaat | Tegenstander Resultaat | Rang           |
| ------------------ | --------- | ---------------------- | ---------------------- | ---------------------- | ---------------------- | ---------- | ---------------------- | ---------------------- | -------------- |
| Anzhelika Terliuga | −55 kg    | Sayed W 1 - 0          | Zhangbyrbay G 4 - 4    | Plank G 0 - 0          | Miyahara W 4 - 0       | 1 Q        | Wen T-y W 4 - 4        | Goranova V 1 - 5       | Zilver         |
| Anita Serogina     | −61 kg    | Grande W 6 - 1         | Sadini G 1 - 1         | Farouk V 1 - 2         | Preković V 4 - 6       | 3          | niet geplaatst         | niet geplaatst         | niet geplaatst |

### Moderne vijfkamp
Mannen
| atleet             | onderdeel        | schermen (degen) | schermen (degen) | schermen (degen) | schermen (degen) | zwemmen (200 m vrije slag) | zwemmen (200 m vrije slag) | zwemmen (200 m vrije slag) | paardrijden (springen) | paardrijden (springen) | paardrijden (springen) | combinatie: schieten/lopen (10 m luchtpistool)/(3200 m) | combinatie: schieten/lopen (10 m luchtpistool)/(3200 m) | combinatie: schieten/lopen (10 m luchtpistool)/(3200 m) | totaal punten | rang |
| atleet             | onderdeel        | RR               | BR               | rang             | punten           | tijd                       | rang                       | punten                     | strafpunten            | rang                   | punten                 | tijd                                                    | rang                                                    | punten                                                  | totaal punten | rang |
| ------------------ | ---------------- | ---------------- | ---------------- | ---------------- | ---------------- | -------------------------- | -------------------------- | -------------------------- | ---------------------- | ---------------------- | ---------------------- | ------------------------------------------------------- | ------------------------------------------------------- | ------------------------------------------------------- | ------------- | ---- |
| Pavlo Tymoshchenko | moderne vijfkamp | 22-23            | 1                | 8                | 223              | 2.06,84                    | 30                         | 297                        | 1                      | 1                      | 293                    | 11.36,58                                                | 25                                                      | 604                                                     | 1427          | 15   |

### Paardensport

#### Dressuur
| ruiter           | paard   | onderdeel   | Grand Prix | Grand Prix | Grand Prix Special | Grand Prix Special | Grand Prix Freestyle | Grand Prix Freestyle | totaal         | totaal         |
| ruiter           | paard   | onderdeel   | score      | rang       | score              | rang               | technisch            | artistiek            | uitslag        | rang           |
| ---------------- | ------- | ----------- | ---------- | ---------- | ------------------ | ------------------ | -------------------- | -------------------- | -------------- | -------------- |
| Inna Logutenkova | Fleraro | individueel | 66,118     | 47         | n.v.t.             | n.v.t.             | niet geplaatst       | niet geplaatst       | niet geplaatst | niet geplaatst |

#### Springen
| ruiter           | paard    | onderdeel   | kwalificatie | kwalificatie | finale         | finale         | finale         |
| ruiter           | paard    | onderdeel   | strafpunten  | rang         | strafpunten    | tijd           | rang           |
| ---------------- | -------- | ----------- | ------------ | ------------ | -------------- | -------------- | -------------- |
| Oleksandr Prodan | Casanova | individueel | 13           | 57           | niet geplaatst | niet geplaatst | niet geplaatst |

### Roeien
Mannen
| atleet                        | onderdeel          | series  | series | herkansingen | herkansingen | kwartfinale | kwartfinale | halve finale | halve finale | finale  | finale |
| atleet                        | onderdeel          | tijd    | rang   | tijd         | rang         | tijd        | rang        | tijd         | rang         | tijd    | rang   |
| ----------------------------- | ------------------ | ------- | ------ | ------------ | ------------ | ----------- | ----------- | ------------ | ------------ | ------- | ------ |
| Ihor Khmara Stanislav Kovalov | lichte dubbel-twee | 6.36,05 | 4 H    | 6.36,28      | 1 HA/B       | n.v.t.      | n.v.t.      | 6.14,57      | 4 FB         | 6.16,92 | 9      |

Legenda: FA=finale A (medailles); FB=finale B (geen medailles); FC=finale C (geen medailles); FD=finale D (geen medailles); FE=finale E (geen medailles); FF=finale F (geen medailles); HA/B=halve finale A/B; HC/D=halve finale C/D; HE/F=halve finale E/F; KF=kwartfinale; H=herkansing

### Schermen
Mannen
| atleet                                                     | onderdeel  | eerste ronde         | tweede ronde         | derde ronde          | kwartfinale          | halve finale                               | finale / BM                                     | finale / BM    |
| atleet                                                     | onderdeel  | tegenstander uitslag | tegenstander uitslag | tegenstander uitslag | tegenstander uitslag | tegenstander uitslag                       | tegenstander uitslag                            | rang           |
| ---------------------------------------------------------- | ---------- | -------------------- | -------------------- | -------------------- | -------------------- | ------------------------------------------ | ----------------------------------------------- | -------------- |
| Bohdan Nikishyn                                            | degen      | bye                  | Minghao V 12 - 13    | niet geplaatst       | niet geplaatst       | niet geplaatst                             | niet geplaatst                                  | niet geplaatst |
| Ihor Reizlin                                               | degen      | bye                  | Steffen W 15 - 11    | Heinzer W 15 - 12    | El-Sayed W 15 - 13   | Cannone V 10 - 15                          | Santarelli W 15 - 12                            | Brons          |
| Ihor Reizlin                                               | degen      | bye                  | Heinzer V 11 - 15    | niet geplaatst       | niet geplaatst       | niet geplaatst                             | niet geplaatst                                  | niet geplaatst |
| Bohdan Nikishyn Ihor Reizlin Roman Svichkar Anatoliy Herey | team degen | n.v.t.               | n.v.t.               | bye                  | China V 35 - 45      | Kwalificatie plaats 5 - 8 Italië W 45 - 39 | Wedstrijd om de 5de plaats' Frankrijk V 39 - 45 | 6              |

Vrouwen
| atlete          | onderdeel | eerste ronde         | tweede ronde           | derde ronde          | kwartfinale          | halve finale         | finale / BM          | finale / BM    |
| atlete          | onderdeel | tegenstander uitslag | tegenstander uitslag   | tegenstander uitslag | tegenstander uitslag | tegenstander uitslag | tegenstander uitslag | rang           |
| --------------- | --------- | -------------------- | ---------------------- | -------------------- | -------------------- | -------------------- | -------------------- | -------------- |
| Olena Kryvytska | degen     | bye                  | Knapik-Miazga V 5 - 15 | niet geplaatst       | niet geplaatst       | niet geplaatst       | niet geplaatst       | niet geplaatst |
| Charlan         | sabel     | bye                  | Yang H V 12 - 15       | niet geplaatst       | niet geplaatst       | niet geplaatst       | niet geplaatst       | niet geplaatst |

### Schietsport
Mannen
| atleet           | onderdeel               | kwalificaties | kwalificaties | finale         | finale         |
| atleet           | onderdeel               | punten        | rang          | punten         | rang           |
| ---------------- | ----------------------- | ------------- | ------------- | -------------- | -------------- |
| Oleh Omelchuk    | 10 m luchtpistool       | 575           | 18            | niet geplaatst | niet geplaatst |
| Pavlo Korostylov | 10 m luchtpistool       | 581           | 4 Q           | 189,9          | 4              |
| Pavlo Korostylov | 25 m snelvuurpistool    | 580           | 9             | niet geplaatst | niet geplaatst |
| Serhi Koelisj    | 10 m luchtgeweer        | 623,5         | 29            | niet geplaatst | niet geplaatst |
| Serhi Koelisj    | 50 m geweer 3 houdingen | 1178          | 6 Q           | 402,2          | 8              |
| Oleh Tsarkov     | 10 m luchtgeweer        | 621,0         | 40            | niet geplaatst | niet geplaatst |
| Oleh Tsarkov     | 50 m geweer 3 houdingen | 1166          | 22            | niet geplaatst | niet geplaatst |

Vrouwen
| atlete           | onderdeel         | kwalificaties | kwalificaties | finale         | finale         |
| atlete           | onderdeel         | punten        | rang          | punten         | rang           |
| ---------------- | ----------------- | ------------- | ------------- | -------------- | -------------- |
| Olena Kostevych  | 10 m luchtpistool | 577           | 7 Q           | 197,6          | 4              |
| Olena Kostevych  | 25 m pistool      | 579           | 23            | niet geplaatst | niet geplaatst |
| Iryna Malovichko | skeet             | 119           | 8             | niet geplaatst | niet geplaatst |

Gemengd
| atlete                        | onderdeel              | kwalificatie 1 | kwalificatie 1 | kwalificatie 2 | kwalificatie 2 | finale                     | finale |
| atlete                        | onderdeel              | punten         | rang           | punten         | rang           | punten                     | rang   |
| ----------------------------- | ---------------------- | -------------- | -------------- | -------------- | -------------- | -------------------------- | ------ |
| Oleh Omelchuk Olena Kostevych | 10 m luchtpistool team | 580            | 4 Q            | 386            | 3 q            | Arunović / Mikec W 16 - 12 | Brons  |

### Schoonspringen
Mannen
| atleet                     | onderdeel            | series | series | halve finale   | halve finale   | finale         | finale         |
| atleet                     | onderdeel            | punten | rang   | punten         | rang           | punten         | rang           |
| -------------------------- | -------------------- | ------ | ------ | -------------- | -------------- | -------------- | -------------- |
| Oleh Kolodiy               | 3 m plank            | 351,25 | 22     | niet geplaatst | niet geplaatst | niet geplaatst | niet geplaatst |
| Oleksii Sereda             | 10 m toren           | 435,90 | 6 Q    | 416,05         | 7 Q            | 461,70         | 6              |
| Oleh Serbin Oleksiy Sereda | 10 m toren synchroon | bye    | bye    | bye            | bye            | 400,44         | 6              |

Vrouwen
| atlete          | onderdeel  | series | series | halve finale   | halve finale   | finale         | finale         |
| atlete          | onderdeel  | punten | rang   | punten         | rang           | punten         | rang           |
| --------------- | ---------- | ------ | ------ | -------------- | -------------- | -------------- | -------------- |
| Viktoriya Kezar | 3 m plank  | 238,20 | 23     | niet geplaatst | niet geplaatst | niet geplaatst | niet geplaatst |
| Anna Pysmenska  | 3 m plank  | 232,30 | 24     | niet geplaatst | niet geplaatst | niet geplaatst | niet geplaatst |
| Sofiya Lyskun   | 10 m toren | 216,55 | 29     | niet geplaatst | niet geplaatst | niet geplaatst | niet geplaatst |

### Synchroonzwemmen
| atlete | onderdeel | technische routine | technische routine | vrije routine (voorronde) | vrije routine (voorronde) | vrije routine (voorronde) | vrije routine (finale) | vrije routine (finale)    | vrije routine (finale) |
| atlete | onderdeel | punten             | rang               | punten                    | totaal (technisch + vrij) | rang                      | punten                 | totaal (technisch + vrij) | rang                   |
| --- | --------- | ------------------ | ------------------ | ------------------------- | ------------------------- | ------------------------- | ---------------------- | ------------------------- | ---------------------- |
| Marta Fiedina Anastasiya Savchuk | duet      | 93,8620            | 3                  | 94,9333                   | 188,7953                  | 3 Q                       | 95,6000                | 189,4620                  | Brons                  |
| Maryna Aleksiiva Vladyslava Aleksiiva Marta Fiedina Kateryna Reznik Anastasiya Savchuk Alina Shynkarenko Kseniya Sydorenko Yelyzaveta Yakhno | team      | 94,2685            | 3                  | n.v.t.                    | n.v.t.                    | n.v.t.                    | 96,0333                | 190,3018                  | Brons                  |

### Tafeltennis
Mannen
| atleet  | onderdeel | voorronde            | eerste ronde         | tweede ronde         | derde ronde          | vierde ronde         | kwartfinale          | halve finale         | finale / BM          | finale / BM    |
| atleet  | onderdeel | tegenstander uitslag | tegenstander uitslag | tegenstander uitslag | tegenstander uitslag | tegenstander uitslag | tegenstander uitslag | tegenstander uitslag | tegenstander uitslag | rang           |
| ------- | --------- | -------------------- | -------------------- | -------------------- | -------------------- | -------------------- | -------------------- | -------------------- | -------------------- | -------------- |
| Kou Lei | enkelspel | bye                  | Hmam W 4 - 0         | Assar V 3 - 4        | niet geplaatst       | niet geplaatst       | niet geplaatst       | niet geplaatst       | niet geplaatst       | niet geplaatst |

Vrouwen
| atleet             | onderdeel | voorronde            | eerste ronde         | tweede ronde         | derde ronde          | vierde ronde         | kwartfinale          | halve finale         | finale / BM          | finale / BM    |
| atleet             | onderdeel | tegenstander uitslag | tegenstander uitslag | tegenstander uitslag | tegenstander uitslag | tegenstander uitslag | tegenstander uitslag | tegenstander uitslag | tegenstander uitslag | rang           |
| ------------------ | --------- | -------------------- | -------------------- | -------------------- | -------------------- | -------------------- | -------------------- | -------------------- | -------------------- | -------------- |
| Hanna Haponova     | enkelspel | bye                  | Jia V 2 - 4          | niet geplaatst       | niet geplaatst       | niet geplaatst       | niet geplaatst       | niet geplaatst       | niet geplaatst       | niet geplaatst |
| Margaryta Pesotska | enkelspel | bye                  | bye                  | Batra V 3 - 4        | niet geplaatst       | niet geplaatst       | niet geplaatst       | niet geplaatst       | niet geplaatst       | niet geplaatst |

### Tennis
Vrouwen
| atlete                            | onderdeel  | eerste ronde              | tweede ronde                           | derde ronde                       | kwartfinale                       | halve finale           | finale / BM                    | finale / BM    |
| atlete                            | onderdeel  | tegenstander uitslag      | tegenstander uitslag                   | tegenstander uitslag              | tegenstander uitslag              | tegenstander uitslag   | tegenstander uitslag           | rang           |
| --------------------------------- | ---------- | ------------------------- | -------------------------------------- | --------------------------------- | --------------------------------- | ---------------------- | ------------------------------ | -------------- |
| Elina Svitolina                   | enkelspel  | Siegemund W 6-3, 5-7, 6-4 | Tomljanović W 4-6, 6-3, 6-4            | Sakkari W 5-7, 6-3, 6-4           | Giorgi W 6-4, 6-4                 | Vondroušová V 3-6, 1-6 | Rybakina W 1-6, 7-6 (7-5), 6-4 | Brons          |
| Dayana Yastremska                 | enkelspel  | Fernandez V 3-6, 6-3, 0-6 | niet geplaatst                         | niet geplaatst                    | niet geplaatst                    | niet geplaatst         | niet geplaatst                 | niet geplaatst |
| Lyudmyla Kichenok Nadiia Kichenok | dubbelspel | n.v.t.                    | Mirza / Rania W 0-6, 7-6 (7-0), [10-8] | Errani / Paolini W 7-6 (7-4), 6-2 | Koedermetova / Vesnina V 2-6, 1-6 | niet geplaatst         | niet geplaatst                 | niet geplaatst |
| Elina Svitolina Dayana Yastremska | dubbelspel | n.v.t.                    | Cornet / Ferro V 2-6, 4-6              | niet geplaatst                    | niet geplaatst                    | niet geplaatst         | niet geplaatst                 | niet geplaatst |

### Triatlon
Individueel
| Atleet              | Evenement | Zwemmen(1.5 km) | Rang 1 | Fietsen (40 km) | Rang 2 | Lopen(10 km) | Totaal Tijd | Ranking |
| ------------------- | --------- | --------------- | ------ | --------------- | ------ | ------------ | ----------- | ------- |
| Yuliya Yelistratova | Vrouwen   | DNS             | DNS    | DNS             | DNS    | DNS          | DNS         | DNS     |

### Wielersport

#### Baanwielrennen
Vrouwen
Sprint
| atlete          | onderdeel | kwalificaties | kwalificaties | ronde 1                  | herkansing 1         | ronde 2              | herkansing 2         | ronde 3               | herkansing 3           | kwartfinale          | halve finale         | finale                | finale         |
| atlete          | onderdeel | tijd          | rang          | tegenstander uitslag     | tegenstander uitslag | tegenstander uitslag | tegenstander uitslag | tegenstander uitslag  | tegenstander uitslag   | tegenstander uitslag | tegenstander uitslag | tegenstander uitslag  | rang           |
| --------------- | --------- | ------------- | ------------- | ------------------------ | -------------------- | -------------------- | -------------------- | --------------------- | ---------------------- | -------------------- | -------------------- | --------------------- | -------------- |
| Ljoebov Basova  | sprint    | 10,981        | 23 Q          | Kelsey Mitchell V +0,535 | Bao Gaxiola V +0,602 | niet geplaatst       | niet geplaatst       | niet geplaatst        | niet geplaatst         | niet geplaatst       | niet geplaatst       | niet geplaatst        | niet geplaatst |
| Olena Starikova | sprint    | 10,461        | 6 Q           | Verdugo W 10,870         | n.v.t.               | Andrews W 10,900     | n.v.t.               | Braspennincx V +0,045 | Andrews Zhong W 11,074 | Friedrich W 2-1      | Lee Wai Sze W 2-0    | Kelsey Mitchell V 0-2 | Zilver         |

Teamsprint
| atlete                         | onderdeel  | kwalificatie | kwalificatie | halve finale      | halve finale | finale 7/8        | finale 7/8 |
| atlete                         | onderdeel  | tijd         | rang         | tegenstander tijd | rang         | tegenstander tijd | rang       |
| ------------------------------ | ---------- | ------------ | ------------ | ----------------- | ------------ | ----------------- | ---------- |
| Ljoebov Basova Olena Starikova | teamsprint | 33,542       | 8 Q          | V 33,285          | 8 FD         | V 33,691          | 8          |

Keirin
| atleet          | onderdeel | ronde 1 | herkansing | kwartfinale | halve finale | finale |
| atleet          | onderdeel | rang    | rang       | rang        | rang         | rang   |
| --------------- | --------- | ------- | ---------- | ----------- | ------------ | ------ |
| Ljoebov Basova  | keirin    | 6       | 2 Q        | 4 Q         | 3 FA         | 6      |
| Olena Starikova | keirin    | 1 Q     | n.v.t.     | 2 Q         | 1 FA         | 4      |

#### Mountainbiken
Vrouwen
| atlete         | onderdeel    | tijd          | rang |
| -------------- | ------------ | ------------- | ---- |
| Jana Belomoina | mountainbike | 1:19:40 +3:54 | 8    |

#### Wegwielrennen
Mannen
| atleet           | onderdeel    | tijd    | rang |
| ---------------- | ------------ | ------- | ---- |
| Anatolij Boedjak | wegwedstrijd | 6:16:53 | 56   |

Vrouwen
| atlete             | onderdeel    | tijd | rang |
| ------------------ | ------------ | ---- | ---- |
| Valeriya Kononenko | wegwedstrijd | DNF  | DNF  |

### Worstelen

#### Grieks-Romeins
Mannen
| atleet         | onderdeel | eerste ronde          | kwartfinale          | halve finale         | herkansing           | finale / BM          | finale / BM |
| atleet         | onderdeel | tegenstander uitslag  | tegenstander uitslag | tegenstander uitslag | tegenstander uitslag | tegenstander uitslag | rang        |
| -------------- | --------- | --------------------- | -------------------- | -------------------- | -------------------- | -------------------- | ----------- |
| Lenur Temirov  | −60 kg    | Tasmuradov W 3 - 0    | Melikyan W 3 - 1     | Fumita V 1 - 3       | bye                  | Walihan S V 1- 3     | 5           |
| Parviz Nasibov | −67 kg    | Bjerrehuus W 3 - 1    | Surkov W 3 - 0       | El-Sayed W 3 - 1     | bye                  | Geraei V 1 - 3       | Zilver      |
| Zjan Belenjoek | −87 kg    | Datunashvili 'W 3 - 1 | Sid Arara W 3 - 1    | Huklek W 3 - 1       | bye                  | Lőrincz W 3 - 1      | Goud        |

#### Vrije stijl
Mannen
| atlete                   | onderdeel | eerste ronde         | kwartfinale          | halve finale         | herkansing           | finale / BM          | finale / BM    |
| atlete                   | onderdeel | tegenstander uitslag | tegenstander uitslag | tegenstander uitslag | tegenstander uitslag | tegenstander uitslag | rang           |
| ------------------------ | --------- | -------------------- | -------------------- | -------------------- | -------------------- | -------------------- | -------------- |
| Vasyl Mykhailov          | −74 kg    | Bayramov V 1 - 3     | niet geplaatst       | niet geplaatst       | niet geplaatst       | niet geplaatst       | niet geplaatst |
| Oleksandr Khotsianivskyi | −125 kg   | Zare V 0 - 3         | niet geplaatst       | niet geplaatst       | niet geplaatst       | niet geplaatst       | niet geplaatst |

Vrouwen
| atlete           | onderdeel | eerste ronde         | kwartfinale          | halve finale         | herkansing           | finale / BM          | finale / BM    |
| atlete           | onderdeel | tegenstander uitslag | tegenstander uitslag | tegenstander uitslag | tegenstander uitslag | tegenstander uitslag | rang           |
| ---------------- | --------- | -------------------- | -------------------- | -------------------- | -------------------- | -------------------- | -------------- |
| Oksana Livach    | −50 kg    | Idris W 4 - 0        | Sun Y V 1 - 3        | niet geplaatst       | Guzmán W 5 - 0       | Hildebrandt V 1 - 4  | 5              |
| Yusneylys Guzmán | −57 kg    | Bousetta W 5 - 0     | Maroulis V 0 - 3     | niet geplaatst       | niet geplaatst       | niet geplaatst       | niet geplaatst |
| Iryna Koljadenko | −62 kg    | Adeniyi W 5 - 0      | Long J W 5 - 0       | Tynybekova V 0 - 4   | bye                  | Grigorjeva W 3 - 1   | Brons          |
| Alla Cherkasova  | −68 kg    | Wieszczek W 4 - 0    | Schell W 5 - 0       | Mensah V 1 - 3       | bye                  | Dosho W 5 - 0        | Brons          |
| Alla Belinska    | −76 kg    | Zhou Q V 1 - 3       | niet geplaatst       | niet geplaatst       | niet geplaatst       | niet geplaatst       | niet geplaatst |

### Zwemmen
Mannen
| atleet             | onderdeel         | series   | series | halve finale   | halve finale   | finale         | finale         |
| atleet             | onderdeel         | tijd     | rang   | tijd           | rang           | tijd           | rang           |
| ------------------ | ----------------- | -------- | ------ | -------------- | -------------- | -------------- | -------------- |
| Vladyslav Bukhov;  | 50 m vrije slag   | 21,73    | 5 Q    | 21,83          | 11             | niet geplaatst | niet geplaatst |
| Serhiy Shevtsov    | 100 m vrije slag  | 49,55    | 35     | niet geplaatst | niet geplaatst | niet geplaatst | niet geplaatst |
| Serhiy Frolov      | 800 m vrije slag  | 7.47,67  | 7 Q    | n.v.t.         | n.v.t.         | 7.45,11        | 6              |
| Serhiy Frolov      | 1500 m vrije slag | 14.51,83 | 6 Q    | n.v.t.         | n.v.t.         | 15.04,26       | 8              |
| Mykhailo Romanchuk | 800 m vrije slag  | 7.41,28  | 1 Q    | n.v.t.         | n.v.t.         | 7.42,33        | Brons          |
| Mykhailo Romanchuk | 1500 m vrije slag | 14.45,99 | 1 Q    | n.v.t.         | n.v.t.         | 14.40,66       | Zilver         |
| Ihor Troianovskyi  | 100 m vlinderslag | DNS      | DNS    | niet geplaatst | niet geplaatst | niet geplaatst | niet geplaatst |
| Ihor Troianovskyi  | 200 m vlinderslag | 1.58,37  | 29     | niet geplaatst | niet geplaatst | niet geplaatst | niet geplaatst |
| Denys Kesil        | 200 m vlinderslag | 1.56,37  | 21     | niet geplaatst | niet geplaatst | niet geplaatst | niet geplaatst |

Vrouwen
| atleet              | onderdeel              | series  | series | halve finale   | halve finale   | finale         | finale         |
| atleet              | onderdeel              | tijd    | rang   | tijd           | rang           | tijd           | rang           |
| ------------------- | ---------------------- | ------- | ------ | -------------- | -------------- | -------------- | -------------- |
| Daryna Zevina       | 100 m rugslag          | 1.01,97 | 30     | niet geplaatst | niet geplaatst | niet geplaatst | niet geplaatst |
| Daryna Zevina       | 200 m rugslag          | 2.12,30 | 19     | niet geplaatst | niet geplaatst | niet geplaatst | niet geplaatst |
| Krystyna Panchishko | 10 km openwaterzwemmen | n.v.t.  | n.v.t. | n.v.t.         | n.v.t.         | 2.07.35,1      | 22             |